# Bundesratswahl 1961
Zur Bundesratswahl 1961 am 15. Juni 1961 kam es wegen des Rücktritts von Bundesrat Max Petitpierre (FDP) aus gesundheitlichen Gründen. Dadurch wurde eine ausserordentliche Wahl durch die Vereinigte Bundesversammlung nötig. Die offizielle Kandidatur der FDP war Hans Schaffner. Dieser wurde mit klarer Mehrheit gewählt.

## Detailergebnisse der Ersatzwahl für Max Petitpierre, FDP

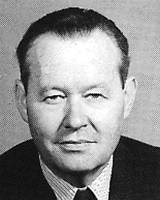
Hans Schaffner

Der 1. Wahlgang erbrachte bereits den von den Freisinnigen gewünschten Ausgang. Hans Schaffner wurde mit deutlicher Mehrheit zum Bundesrat gewählt. Schaffner war dann zwischen 1962 und 1969 Vorsteher des Volkswirtschaftsdepartements.  
|                         | 1. Wahlgang |
| ----------------------- | ----------- |
| ausgeteilte Wahlzettel  | 232         |
| eingegangene Wahlzettel | 232         |
| leer/ungültig           | 15/3        |
| gültig Total            | 214         |
| absolutes Mehr          | 108         |
| Hans Schaffner          | 175         |
| Verschiedene            | 39          |